# Christian (acteur)
Pour les articles homonymes, voir Christian et Perrin.
Christian Louis Perrin, dit Christian, est un comédien et chanteur d'opérette français né à Paris le 22 décembre 1821 et mort à Paris 10e le 14 décembre 1889.

## Biographie
Après des débuts en province, il entra aux Délassements-Comiques en avril 1847 où il développa ses talents de fantaisiste à travers de nombreuses pièces (Claude le Riboteur, Polkette et Bamboche, Sur la gouttière, La Bouquetière des Innocents…) et revues de fin d'année. En 1849, il passa aux Folies-Dramatiques où il créa de nombreuses pièces de carnaval (Les Filles en feu, Le Bal du sauvage, La Courte-paille, Le Festin de Balthazar, Le Postillon de Crèvecœur…) puis, en 1855, aux Variétés (Furnished Apartment, Le Théâtre des Zouaves, Le Fils du Diable, Les Compagnons de la truelle, Les Mousquetaires du carnaval…) 
Sa rencontre avec Jacques Offenbach s'avéra décisive : il participa à la création de La Périchole en 1868 puis aux reprises de La Grande-duchesse de Gérolstein, La Belle Hélène, Les Brigands... ainsi qu'à des opérettes de Hervé (Le Mot de la fin, La Veuve du Malabar…). Après un séjour à l'Odéon de 1870 à 1872 (Les Créanciers du bonheur) et un bref retour aux Variétés, il rejoignit Offenbach dans son nouveau théâtre de la Gaîté où il participa à la création Le Voyage dans la lune et les nouvelles versions d'Orphée aux Enfers et de Geneviève de Brabant (1874-1875). Après le départ d'Offenbach, Christian y interpréta un répertoire plus traditionnel d'opéra-comique (La Poupée de Nuremberg et Giralda d'Adolphe Adam, Les Rendez-vous bourgeois de Nicolo…).
Une reprise du Voyage dans la Lune  au théâtre du Châtelet en 1877 lui donna l'occasion de revenir à l'opérette. Il réintégra les Variétés en 1878 où il alterna créations (Le Voyage en Suisse, Les Variétés de Paris, Mam'zelle Nitouche, La Cosaque, Mam'zelle Gavroche…) et reprises (L'Homme n'est pas parfait, La Belle Hélène, La Grande-Duchesse, Le Père de la débutante, Les Brigands, La Princesse de Trébizonde, Barbe-Bleue…).
Le 20 novembre 1889, il eut un accident vasculaire cérébral au moment d'entrer en scène pour la première représentation de la revue Paris-Exposition. Il mourut quelques semaines plus tard. Il fut inhumé au cimetière du Père-Lachaise (53e division).

## Carrière
- 1858 : Deux merles blancs d'Eugène Labiche et Alfred Delacour, théâtre des Variétés
- 1858 : L'École des Arthur d'Eugène Labiche et Anicet Bourgeois, théâtre des Variétés
- 1860 : La Fille du diable de Clairville, Paul Siraudin et Lambert-Thiboust, théâtre des Variétés
- 1865 : L'Homme qui manque le coche d'Eugène Labiche et Alfred Delacour, théâtre des Variétés
- 1869 : Le Mot de la fin de Clairville et Paul Siraudin, théâtre des Variétés
- 1872 : La revue n'est pas au coin du quai de Paul Siraudin, Victor Koning et Clairville, théâtre des Variétés
- 1875 : Les Trente Millions de Gladiator d'Eugène Labiche et Philippe Gille, théâtre des Variétés